# Mayridia kopetdagica
Mayridia kopetdagica är en stekelart som beskrevs av Svetlana N. Myartseva 1979. Mayridia kopetdagica ingår i släktet Mayridia och familjen sköldlussteklar.
Artens utbredningsområde är Turkmenistan. Inga underarter finns listade i Catalogue of Life.